# Diplotaxis exstans
Diplotaxis exstans är en skalbaggsart som beskrevs av Patricia Vaurie 1960. Diplotaxis exstans ingår i släktet Diplotaxis och familjen Melolonthidae. Inga underarter finns listade i Catalogue of Life.